# Colle del Sanetsch
Il Colle del Sanetsch (in francese Col du Sanetsch oppure Col de Senin, in tedesco Sanetschpass) è un valico alpino collocato nelle Alpi Bernesi nel Canton Vallese. Collega Sion nel Canton Vallese alla diga del Sanetsch, da dove è possibile raggiungere Gsteig nel Canton Berna, tramite una funivia o a piedi.
Dal punto di vista orografico separe le Alpi di Vaud (ad occidente) dalle Alpi Bernesi in senso stretto (ad oriente).
Dal versante del Vallese il colle è raggiungibile da una strada; dal versante del Bernese con la citata funivia da Gsteig.